# Eberau
Eberau (Hongaars: Monyorókerék) is een gemeente in de Oostenrijkse deelstaat Burgenland, gelegen in het district Güssing (GS). De gemeente heeft ongeveer 1100 inwoners.

## Geografie
Eberau heeft een oppervlakte van 30,7 km². Het ligt in het uiterste oosten van het land.
Kadastrale gemeenten zijn Eberau, Gaas, Kroatisch Ehrensdorf, Kulm im Burgenland en Winten.
Bildein · Bocksdorf · Burgauberg-Neudauberg · Eberau · Gerersdorf-Sulz · Großmürbisch · Güssing · Güttenbach · Hackerberg · Heiligenbrunn · Heugraben · Inzenhof · Kleinmürbisch · Kukmirn · Moschendorf · Neuberg im Burgenland · Neustift bei Güssing · Olbendorf · Ollersdorf im Burgenland · Rauchwart · Rohr im Burgenland · Sankt Michael im Burgenland · Stegersbach · Stinatz · Strem · Tobaj · Tschanigraben · Wörterberg
- Gemeinsame Normdatei: 4820978-8
- MusicBrainz: cfd8e451-0876-4df3-8cc9-c5bde7beb1d2
- Virtual International Authority File: 244756041